# Bayardo Abaunza
Bayardo Abaunza (Granada, 30 gennaio 1936) è un ex calciatore nicaraguense naturalizzato statunitense, di ruolo difensore. Suo fratello Manuel era anch'egli calciatore, fu suo compagno di squadra ai Los Angeles Kickers ed all'Orange County SC.

## Carriera

### Club
Originario del Nicaragua, si trasferì negli Stati Uniti d'America militando in vari sodalizi calcistici della California.
Nel 1964 con i Los Angeles Kickers vince la National Challenge Cup, battendo gli Ukrainian Nationals.
Nel 1965 passa all'Orange County SC, società con cui raggiunge la finale della National Challenge Cup 1966, perdendola con gli Ukrainian Nationals. Anche l'anno seguente Abaunza raggiunge con la sua squadra la finale di National Challenge Cup, perdendola questa volta contro i N.Y. Greek American.

### Nazionale
Naturalizzato statunitense, Abaunza giocò tre incontri con la nazionale statunitense tra il 1965 ed il 1969.

## Statistiche

### Cronologia presenze e reti in nazionale
| Cronologia completa delle presenze e delle reti in nazionale ― Stati Uniti | Cronologia completa delle presenze e delle reti in nazionale ― Stati Uniti | Cronologia completa delle presenze e delle reti in nazionale ― Stati Uniti | Cronologia completa delle presenze e delle reti in nazionale ― Stati Uniti | Cronologia completa delle presenze e delle reti in nazionale ― Stati Uniti | Cronologia completa delle presenze e delle reti in nazionale ― Stati Uniti | Cronologia completa delle presenze e delle reti in nazionale ― Stati Uniti | Cronologia completa delle presenze e delle reti in nazionale ― Stati Uniti |
| Data                                                                       | Città                                                                      | In casa                                                                    | Risultato                                                                  | Ospiti                                                                     | Competizione                                                               | Reti                                                                       | Note                                                                       |
| -------------------------------------------------------------------------- | -------------------------------------------------------------------------- | -------------------------------------------------------------------------- | -------------------------------------------------------------------------- | -------------------------------------------------------------------------- | -------------------------------------------------------------------------- | -------------------------------------------------------------------------- | -------------------------------------------------------------------------- |
| 17-3-1965                                                                  | San Pedro Sula                                                             | Honduras                                                                   | 0 – 1                                                                      | Stati Uniti                                                                | Qual. Mondiali 1966                                                        | -                                                                          | 46’                                                                        |
| 21-3-1965                                                                  | Tegucigalpa                                                                | Stati Uniti                                                                | 1 – 1                                                                      | Honduras                                                                   | Qual. Mondiali 1966                                                        | -                                                                          |                                                                            |
| 20-4-1969                                                                  | Port-au-Prince                                                             | Haiti                                                                      | 2 – 0                                                                      | Stati Uniti                                                                | Qual. Mondiali 1966                                                        | -                                                                          | 46’                                                                        |
| Totale                                                                     |                                                                            | Presenze                                                                   | 3                                                                          |                                                                            | Reti                                                                       | 0                                                                          |                                                                            |

## Palmarès

### Competizioni nazionali
- National Challenge Cup: 1

L.A. Kickers: 1964